# Juripiranga
Juripiranga este un oraș în Paraíba (PB), Brazilia.